# 3025 Хіґсон
3025 Хіґсон (3025 Higson) — астероїд головного поясу, відкритий 20 серпня 1982 року.
Тіссеранів параметр щодо Юпітера — 3,084.